# El Gran Grifón

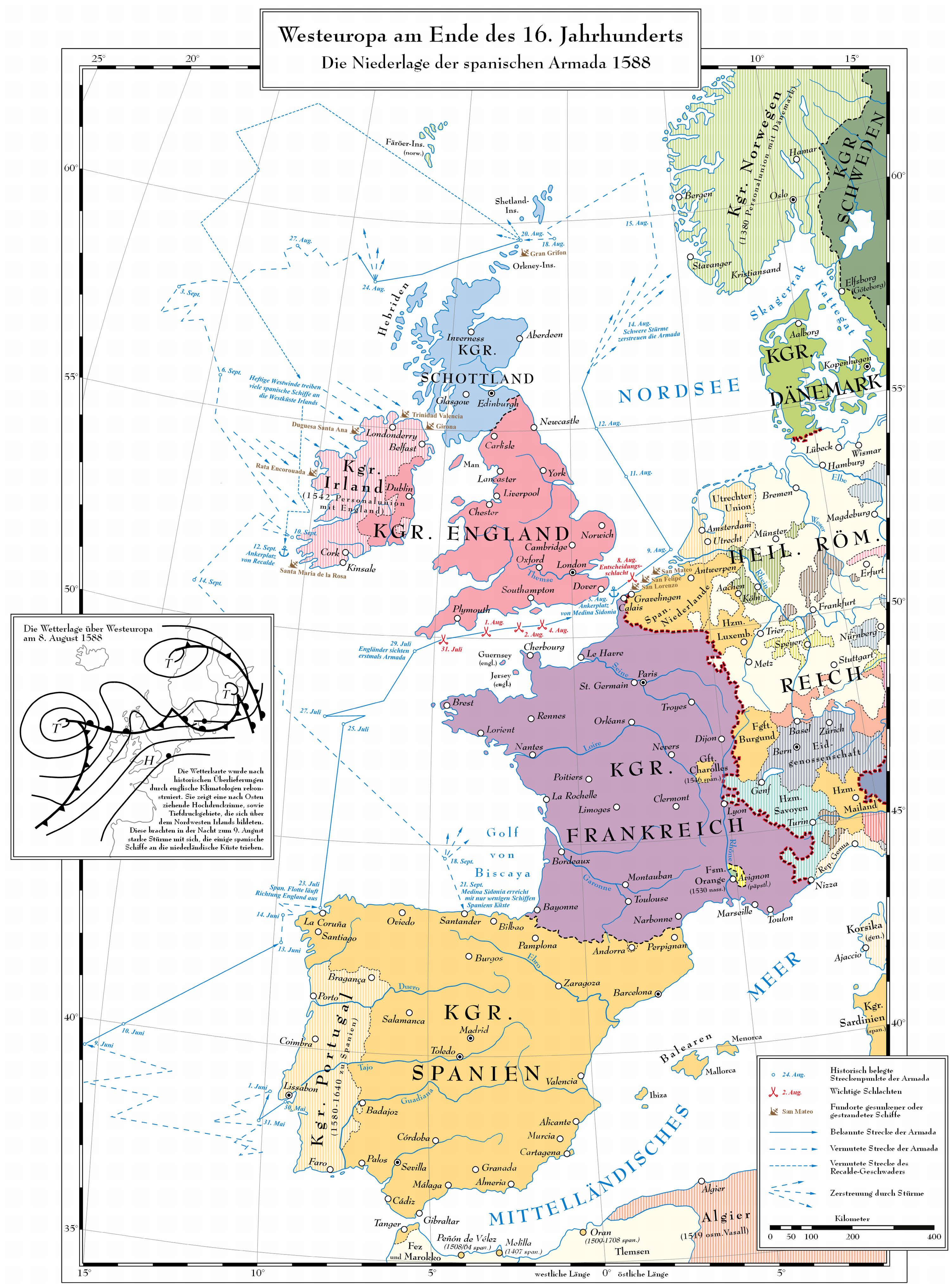
Le voyage de l'Armada espagnole en 1588

El Gran Grifón est le navire amiral de l'escadron de hourques baltes de ravitaillement de l'Invincible Armada (construit et affrété à Rostock, dans l'Allemagne moderne); Il fait naufrage à Fair Isle, dans les Shetland, en Écosse, le 27 septembre 1588.
Le vaisseau de 38 tonnes et 38 canons navigue sous le commandement et le drapeau de section de Juan Gómez de Medina (et non, comme on le dit souvent, sous le commandement de Don Alonso Pérez de Guzmán el Bueno, 7e duc de Medina Sidonia, amiral de Espagne et commandant de l'Armada qui se trouve à bord du São Martinho).
Le vaisseau est attaqué par le Revenge et gravement endommagée dès la première confrontation dans la Manche, mais il réussit à s'échapper en pleine mer du Nord où il retrouve ensuite le reste de l'Armada. En raison d'avaries, il doit courir face au vent sur la côte est de la Grande-Bretagne. Cependant, une tempête inhabituellement forte et les marées forcent les navires à passer entre la Norvège et les îles du Nord pendant environ une semaine avant d'atteindre l'Atlantique. La côte irlandaise presque en vue, de nombreux navires sont drossés vers le nord par une autre tempête. El Gran Grifón, le Barca de Amburgo (Hourque, affrétée de la ville de Hambourg) et la Trinidad Valencera (1 100 tonnes, l'un des plus gros navires de l'Armada) sont séparés du reste de la flotte. Le Barca de Amburgo sombre au sud-ouest de Fair Isle, mais peut répartir son équipage entre El Gran Grifon et la Trinidad Valencera (qui est ensuite détruit dans les eaux irlandaises). Ainsi, El Gran Grifón transporte 43 membres d'équipage et 234 soldats  - beaucoup plus de marins et de forces armées que normale.
Quand El Gran Grifón arrive à Fair Isle le 27 septembre 1588  pour tenter de trouver un refuge pour effectuer des réparations, il jeta l'ancre à Swartz Geo, mais la marée ramène le navire à terre, de sorte qu'il échoue sur les rochers de Stroms Hellier. L'équipage et les soldats échouent à terre et demeurent bloqués sur l'île pendant environ deux mois, lorsqu'qu'Andrew Umphray, propriétaire de Fair Isle, entend parler des naufragés et emmène Gomez de Medina à Quendale, dans les îles Shetland, où il demeure avec Malcolm Sinclair Quendale. La plupart des marins espagnols partent d'abord pour Orkney (où ils sont encore connus comme les Westray Dons), puis pour St Andrews, puis pour Édimbourg. 50 des hommes meurent à Fair Isle, soit de blessures, soit de famine ou l'exposition, et sont enterrés dans la Spaniards' Grave. La moitié des survivants sont tués lorsque leur navire en route pour l'Espagne est attaqué et envoyé à terre par des canonnières néerlandaises, alertées par la marine anglaise (la reine Élisabeth avait seulement promis qu'elles ne seraient pas agressées par des navires anglais).
L'épave d' El Gran Grifón est mise au jour par Colin Martin et Sydney Wignall en 1970. En 1984, une délégation espagnole a planté une croix de fer dans le cimetière de l'île en souvenir des marins qui y sont morts.